# 八仙山 (安徽)
八仙山是中国安徽省巢湖市境内的一座山峰，被认为是道教洞天福地之一。
以其上的巨大洞穴著名。洞中宽30米，深200余米，内部密布石笋和石钟乳，洞外有飞涧。此处相传为吕洞宾、崔子颜等人修道之所，故称“仙人洞”。洞口有古庙安乐寺。